# Jogos Sul-Asiáticos de 2006
Os Jogos Sul-Asiáticos de 2006 foram a décima edição do evento multiesportivo, realizado em Colombo, no Sri Lanka. Esta edição, teve a participação de mais de dois mil atletas, divididos entre as vinte modalidades disputadas. Originalmente marcado para o ano anterior, fora adiado devido a devastação causada por um tsunami
Este evento teve como logotipo, a pintura colorida, formando o desenho de um nativo, ao passo que o mascote, era um galo segurando a tocha, também feito em cores vivas.

## Países participantes
Oito países participaram do evento:
- Afeganistão
- Bangladesh
- Butão
- Índia
- Maldivas
- Nepal
- Paquistão
- Sri Lanka

## Modalidades
Vinte modalidades formaram o programa dos Jogos:
| - Atletismo - Badminton - Boxe - Caratê - Ciclismo - Futebol - Hóquei - Judô - Kabaddi - Levantamento de peso | - Lutas - Natação - Remo - Squash - Taekwondo - Tênis de mesa - Tiro - Tiro com arco - Voleibol - Wushu |

## Calendário
Este é o calendário dos Jogos de Colombo:
| ● | Cerimônia de abertura |  | Dia de competição |  | Dia de final | ● | Cerimônia de encerramento |

| Agosto               | 14 | 16 | 17 | 18 | 19 | 20 | 21 | 22 | 23 | 24 | 25 | 26 | 27 | 28 | Finais |
| -------------------- | -- | -- | -- | -- | -- | -- | -- | -- | -- | -- | -- | -- | -- | -- | ------ |
| Cerimônias           |    |    |    | ●  |    |    |    |    |    |    |    |    |    | ●  |        |
| Atletismo            |    |    |    |    |    |    |    |    |    | 10 | 14 | 10 | 1  |    | 35     |
| Badminton            |    |    |    | 5  |    |    |    | 2  |    |    |    |    |    |    | 7      |
| Boxe                 |    |    |    |    |    |    |    | 11 |    |    |    |    |    |    | 11     |
| Caratê               |    |    |    |    |    |    |    |    | 4  | 2  | 2  | 3  |    | 3  | 14     |
| Ciclismo             |    |    |    |    |    |    | 2  |    | 2  |    |    | 2  |    |    | 6      |
| Futebol              |    |    |    |    |    |    |    |    |    |    |    | 1  |    |    | 1      |
| Hóquei               |    |    |    |    |    |    |    |    |    |    | 1  |    |    |    | 1      |
| Judô                 |    |    |    |    |    |    |    |    |    |    |    | 6  | 5  |    | 11     |
| Levantamento de peso |    |    |    |    | 2  | 2  | 2  | 2  |    |    |    |    |    |    | 8      |
| Kabaddi              |    |    |    |    |    |    |    |    |    |    |    | 2  |    |    | 2      |
| Lutas                |    |    |    |    |    |    |    |    |    |    | 4  | 3  |    |    | 7      |
| Natação              |    |    |    |    | 7  | 7  | 7  | 8  | 9  |    |    |    |    |    | 38     |
| Remo                 |    |    |    |    | 4  |    | 3  |    |    |    |    |    |    |    | 7      |
| Squash               |    |    |    |    |    |    | 2  |    |    |    |    | 2  |    |    | 4      |
| Taekwondo            |    |    |    |    |    |    |    |    |    |    | 4  | 6  | 3  |    | 13     |
| Tênis de mesa        |    |    |    |    |    | 1  | 1  | 3  | 2  |    |    |    |    |    | 7      |
| Tiro[a]              |    |    |    |    |    | 1  | 2  | 1  | 1  | 2  | 2  | 1  |    |    | 26[a]  |
| Tiro com arco        |    |    |    |    |    |    |    |    |    |    | 2  | 2  |    |    | 4      |
| Voleibol             |    |    |    |    |    |    |    |    |    |    |    |    | 2  |    | 2      |
| Wushu                |    |    |    |    |    |    |    | 12 |    |    |    |    |    |    | 12     |
| Finais               | 0  | 0  | 0  | 5  | 13 | 11 | 19 | 39 | 18 | 14 | 29 | 38 | 11 | 3  | 216[a] |

a Há divergências no site oficial em relação ao número de finais do tiro esportivo. O número de finais em cada dia se referem aos números apresentados na programação da modalidade. Já o total se refere à página de resultados.

## Quadro de medalhas
País sede destacado.
| Ordem | País        | Medalha de ouro | Medalha de prata | Medalha de bronze |     |
| ----- | ----------- | --------------- | ---------------- | ----------------- | --- |
| 1     | Índia       | 118             | 69               | 47                | 234 |
| 2     | Paquistão   | 43              | 44               | 71                | 158 |
| 3     | Sri Lanka   | 37              | 63               | 78                | 178 |
| 4     | Nepal       | 9               | 15               | 31                | 55  |
| 5     | Afeganistão | 6               | 7                | 16                | 29  |
| 6     | Bangladesh  | 3               | 15               | 34                | 52  |
| 7     | Butão       |                 | 3                | 10                | 13  |
| TOTAL | TOTAL       | 216             | 216              | 287               | 719 |